# Plešivica (góra)
Plešivica (780 m) – góra w Chorwacji, część Žumberačkiego gorja.

## Opis
Jest położona na południowy zachód od Zagrzebia, w południowo-wschodniej części pasma Žumberačko gorje. Jej najwyższy szczyt wznosi się na wysokość 780 m n.p.m. W większości jest zalesiona.
Poprowadzono przez nią drogą z Samobora do Jastrebarska, a u jej południowego podnóża linię kolejową z Zagrzebia do Karlovaca. 